# Леонов, Иван Антонович
Иван Антонович Леонов (1 февраля 1923, дер. Моговка, Брянская губерния — 21 июня 2018, Тула) — советский военный лётчик, участник Великой Отечественной войны, Герой Российской Федерации (1995).
15 июля 1943 года в воздушном бою он получил тяжёлое ранение, в результате чего лётчику была ампутирована левая рука. Впоследствии летал с протезом собственной конструкции вместо руки. В публикациях утверждается что Иван Антонович Леонов — единственный в мире боевой лётчик, воевавший в небе с ампутированной рукой (занесён в Книгу рекордов Гиннесса), однако это не соответствует действительности - в частности  с протезом левой руки с июля 1944 года воевал летчик-истребитель люфтваффе Виктор Петерманн.

## Биография
Родился в русской многодетной крестьянской семье. В 1938 году окончил 7 классов Молодовской неполной средней школы; в 1940 году — железнодорожное ФЗУ и аэроклуб Осоавиахима в Брянске, после чего работал в железнодорожном депо Брянск-1, затем на заводе «Красный Профинтерн» (Бежица, Брянская область). Член ВЛКСМ с 1939 года.
C 1940 года — в Красной Армии. В июле 1941 года окончил ускоренный курс Армавирской школы пилотов истребительной авиации, затем служил в 56-м истребительном авиационном полку (Забайкальский фронт, Монголия). В 1943 году окончил школу пилотов в Армавире, где освоил самолёт-истребитель Ла-5.
С 6 мая 1943 года — в боях Великой Отечественной войны в качестве лётчика 192-го истребительного авиаполка 6-го истребительного авиационного корпуса. 5 июля 1943 года в воздушных боях на Курской дуге сбил 2 самолёта противника, сам был сбит, получил тяжелое ранение левого плечевого сустава, повлекшее полную ампутацию руки.
Будучи признанным негодным к летной работе, И. А. Леонов был направлен для дальнейшего прохождения службы в качестве специалиста наземной службы. Впоследствии обратился к командующему 1-й Воздушной Армии генералу М. М. Громову с просьбой разрешить вернуться к полётам. По личному указанию Громова данная просьба была удовлетворена и лейтенант Леонов был направлен в качестве лётчика в 33-ю эскадрилью связи 1-й Воздушной армии . С протезом пилотировал самолёт По-2, совершил более 60 боевых вылетов. В конце 1944 года в полёте был ранен в ногу, после выздоровления служил в штабе 900-го Оршанского истребительного авиационного полка. В апреле 1946 года уволен в отставку в звании старшего лейтенанта.
26 апреля 1944 года приказом 16-й Воздушной армии № 103/н л-т И. А. Леонов был награждён орденом Красного Знамени. В наградном листе от 17 марта 1944 года, составленном командованием 192-го истребительного полка, указывалось:
«В Отечественной войне с немецкими захватчиками Т. Леонов участвовал на Центральном фронте с 6 мая по 5 июля 1943 г. За это время произвёл 10 успешных боевых самолётов-вылетов. 5 июля 1943 года при сопровождении бомбардировщиков ПЕ-2 в районе Поныри группа истребителей противника пыталась атаковать ведущего группы ПЕ-2. Решительной и смелой атакой т. Леонов сбивает ведущего группы истребителей противника. Остальные истребители в панике рассыпались и не пытались больше производить атак ПЕ-2, что дало возможность нашим ПЕ-2 выполнить боевое задание. /Подтверждено экипажами Пе-2 241 бад. Письменное подтверждение нач.штаба 241 бад полковника Романова от 5.7.43 года/. В тот же день выполняя задание по прикрытию своих войск в районе Поныри-Малоархангельск командир группы ст.лейтенант Шестак из-за облаков был атакован четырьмя ФВ-190. Т.Леонов принимая удар на себя, спасая жизнь командира в упор сбивает ФВ-190. В это же время подвергается атаке вторым ФВ-190. Самолёт т. Леонова загорелся, сам получил тяжелое ранение в плечевой сустав левой руки. Не имея возможности управлять самолётом, отбиваясь от повторных атак ФВ-190 т. Леонов выбросился на парашюте из горящего самолёта. /Самолёт противника упал в районе ст. Змеевка, опустившийся на парашюте немецкий лётчик застрелен бойцами 331 стрелкового полка, что письменно подтверждает командир взвода 331 стрелкового полка лейтенант Зимин от 5.7.1943 года».

21 июля 1944 года приказом войскам 1-й Воздушной армии № 45/н лейтенант И. А. Леонов был награждён орденом Красного Знамени. В наградном листе, составленном отделом кадров 1-й Воздушной армии, указывалось:
"Лейтенант Леонов И. А. участник Отечественной войны с 12.1.1943 года по 7.7.1943 года в качестве пилота и лётчика 192 истребительного авиационного полка. За этот период совершил 18 боевых вылетов на самолёте и «ЛА-5», сбил 2 самолёта противника. На 18 боевом вылете, при сопровождении бомбардировщиков, группа наших истребителей подверглась нападению истребителей противника. Вступив в бой с самолётом противника, напавшего на его ведущего, тов. Леонов был сбит, получил тяжелое ранение в левую руку и осколочное ранение грудной клетки и выбросился на парашюте. Левая рука была в дальнейшем ампутирована /в плечевом суставе/. Находился на излечении с 7.7.1943 года по 11.3.1944 г. После чего был признан негодным к летной работе. За выполнение 18 боевых вылетов, 2 сбитых самолётов противника и пролитую кровь в борьбе с немецкими захватчиками, в результате чего тов. Леонов получил тяжелое увечие, — заслуживает награждения орденом «Красного Знамени».

В некоторых публикациях указывается, что И. А. Леонов в годы войны был представлен к званию Герой Советского Союза, но награду не получил, так как после подписания указа его сочли погибшим. Данная информация представляется сомнительной, документальные подтверждения представления к высшему званию в ОБД «Подвиг народа» отсутствуют. Также в различных публикациях указываются противоречивые сведения о количестве совершенных Леоновым боевых вылетах, количестве сбитых самолётов противника, дате и обстоятельствах последнего боя в качестве лётчика-истребителя. Также отсутствует информация о том, что И. А. Леонов был награждён третьим орденом Красного знамени, медалью «За Отвагу», которые он носил на кителе, также отсутствуют сведения о присвоении И. А. Леонову звания полковника авиации. Представляется, что наиболее достоверными следует считать сведения, изложенные в наградном листе от 26 апреля 1944 года, составленном непосредственно в 192-м истребительном полку.
В 1950—1966 гг. И. А. Леонов жил в Бежицах, работал в «Трудовых резервах». В 1959 году окончил Минский педагогический институт. В 1966—1980 гг. преподавал правила дорожного движения и устройство автомобиля в ДОСААФ, затем возглавлял областной автоклуб. Преподавал в школе ДОСААФ в Щёкино, в последние годы — в Тульском автотранспортном техникуме.
В 1995 году, к годовщине Победы, в Армавирском военном авиационном институте лётчиков узнали о необычной судьбе своего скромного выпускника. Руководители училища разыскали И. А. Леонова, подняли архивы и добились, чтобы подвиг отважного лётчика был оценён по достоинству.
Указом Президента РФ от 16 февраля 1995 года № 147 за мужество и героизм, проявленные в борьбе с немецко-фашистскими захватчиками в Великой Отечественной войне 1941—1945 годов, старшему лейтенанту в отставке Леонову Ивану Антоновичу присвоено звание Героя Российской Федерации.
Проживал в городе-герое Туле, являлся членом городского и областного советов ветеранов.
Летом 1999 года на авиационном празднике, посвящённом 10-летию Тульского вертолётного полка, И. А. Леонов вновь поднялся в небо на спортивном самолёте «Як-52» в качестве второго пилота.
Умер 21 июня 2018 года в Туле в возрасте 95 лет.

### Семья
Отец — Антон Федорович (1897—1982).
Мать — Пелагея Мироновна (1899—1936).
Первая жена — Нина Васильевна (1925—2004).
Вторая жена — Нина Николаевна.
Дети:
- Анна (род. 1947),
- Нина (род. 1966).

Иван Антонович и Нина Васильевна Леоновы воспитали ещё пять приёмных детей, родители которых погибли на войне (фамилии приёмным детям они менять не стали в надежде, что когда-нибудь их смогут разыскать родные).

## Творчество
Состоял членом Союза писателей России, написал воспоминания, повести, рассказы, стихи (сборник «Поэмы и стихи». — 1999).

### Избранные публикации
- Леонов И. А. Назван человеком из легенды. — 4-е изд., перераб. и доп. — Тула: Левша, 2006. — 495 с. — 2000 экз. — ISBN 5-86269-235-5.

## Награды и звания
- Герой Российской Федерации (16 февраля 1995) — за мужество и героизм, проявленные в борьбе с немецко-фашистскими захватчиками в Великой Отечественной войне 1941-1945 годов
- три ордена Красного Знамени (26 апреля 1944, 21 июля 1944,…)
- орден Отечественной войны 1-й степени (6.4.1985)
- медаль «За отвагу»
- медаль «За победу над Германией в Великой Отечественной войне 1941—1945 гг.»
- медаль «За взятие Кенигсберга»
- медаль «За ратную доблесть»
- медаль «Ветеран труда»
- юбилейные медали
- Почётный гражданин Шаблыкинского района Орловской области
- Почётное звание «Почетный гражданин города-героя Тулы» (29 января 2003) — за выдающиеся боевые заслуги в Великой Отечественной войне и большую общественную работу[9]
- Звание "Почетный гражданин города Брянска (30 сентября 2015)[10]
- Почётный член РОСТО
- почётный титул «Настоящий человек» (решение Регионального Фонда имени А. П. Маресьева, 14 февраля 2007).

## Память
- Именем И. А. Леонова названы:
  - одна из улиц города Орла[8]
  - один из переулков в Пекине (КНР)
  - улица в одном из посёлков Шаблыкинского района
  - школа № 70 в городе Тула[8].
- На здании железнодорожного лицея № 2 города Брянска установлена мемориальная доска.

Об уникальной судьбе И. А. Леонова написано много статей, снято 3 документальных фильма, среди которых авторский документальный фильм "Одной правой" 2004 г. /реж. В. Цаликов/ . Также, с участием И.А. Леонова  созданы телевизионные программы.